# Bjørnar Holmvik
Bjørnar Holmvik (2 juni 1985) is een Noors voetballer, die uitkomt voor Fredrikstad FK, Noorwegen.
Holmvik kwam van 2003 tot 2008 uit voor Stabæk en van 2009 tot 2011 voor Brann. Toen zijn contract niet verlengd werd, vertrok de verdediger naar het net gepromoveerde Sandnes Ulf. Op 28 juli 2013 tekende Holmvik een contract bij het Zweedse Kalmar FF. Het verblijf van de Noor in Zweden was echter van korte duur. Na elf duels meldde Kalmar FF op dinsdag 1 april 2014 dat Holmvik zijn carrière vervolgt bij Fredrikstad FK.

## Erelijst
Stabæk Fotball
- 1. divisjon

2005
- Tippeligaen

2008